# レゾナック卓球部
レゾナック卓球部（レゾナックたっきゅうぶ）は、茨城県日立市を拠点に活動する、レゾナックの女子卓球チームである。

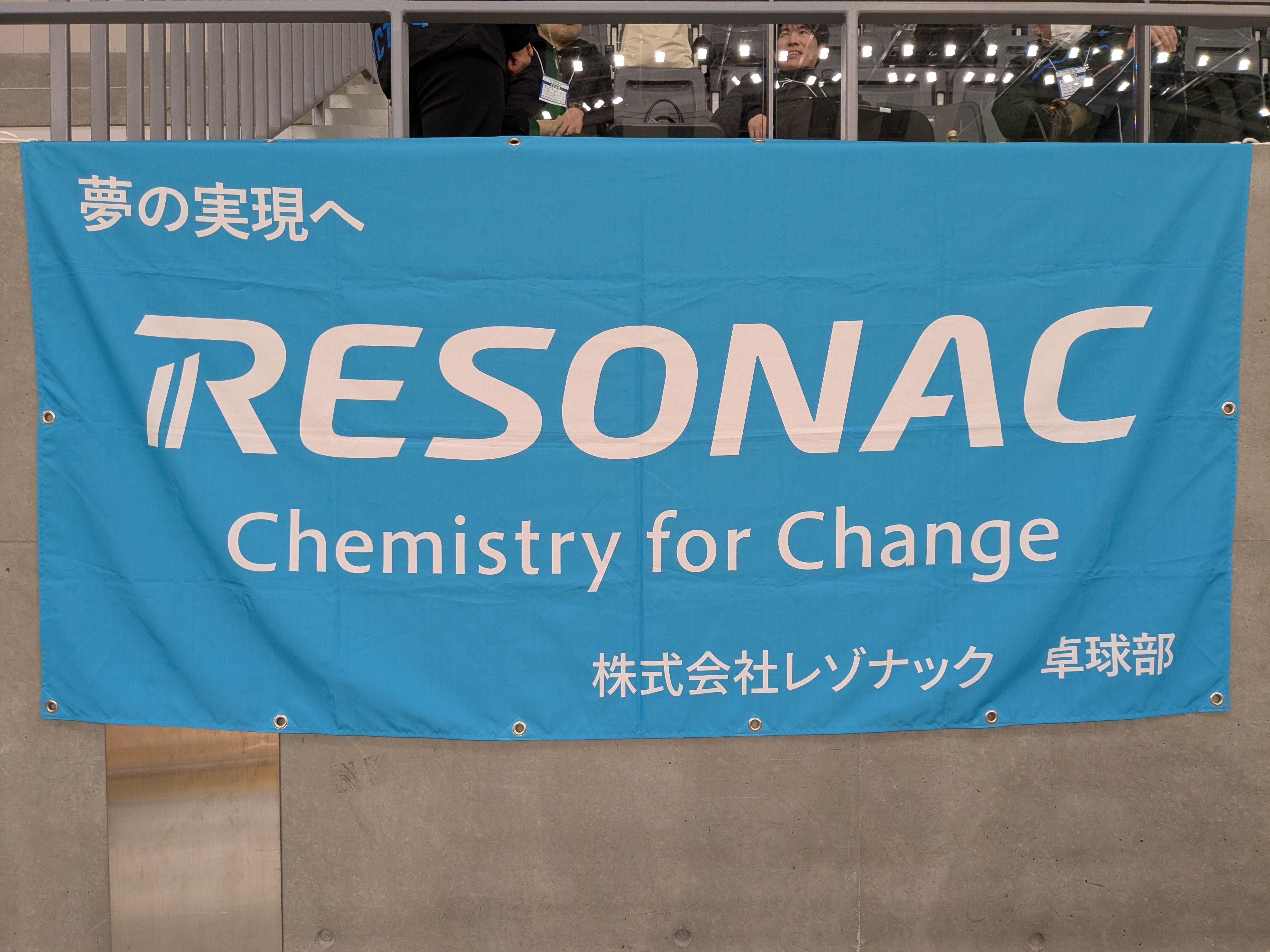
2025年全日本卓球選手権大会

## 概要
1953年、(株)日立製作所の日立絶縁物工場（現　山崎事業所）における卓球部の創設を始まりとする歴史あるチーム。2025年現在、日本卓球リーグ1部に所属している。
チーム名の変遷
- 「日立化成」→「昭和電工マテリアルズ」→「レゾナック」

## 主な戦績
日本卓球リーグ後期大会を除き、日本卓球リーグ前期大会、JTTLファイナル4、全日本実業団卓球選手権大会、全日本卓球選手権（団体）といった実業団の主要大会で優勝している。また、個人戦においても、全日本卓球選手権大会、全日本社会人卓球選手権大会、日本卓球リーグビッグトーナメント等で優勝者を輩出している。
2007年
- 日本卓球リーグ選手権・ビッグトーナメント　シングルス　優勝（王輝）

2008年
- 全日本社会人卓球選手権大会　シングルス　優勝（王輝）、ダブルス　優勝（河村茉依・馮暁雲ペア）
- 全日本卓球選手権大会（団体の部）　優勝

2009年
- 全日本卓球選手権大会（団体の部）　優勝
- 全日本社会人卓球選手権大会　シングルス　優勝（王輝）
- 日本卓球リーグプレーオフ JTTLファイナル4　優勝

2010年
- 前期日本卓球リーグ　優勝
- 全日本社会人卓球選手権大会　シングルス　優勝（藤沼亜衣）

2012年
- 日本卓球リーグプレーオフ JTTLファイナル4　優勝

2014年
- 全日本実業団卓球選手権大会　優勝
- 日本卓球リーグプレーオフ JTTLファイナル4　優勝

2015年
- 全日本実業団卓球選手権大会　優勝
- 全日本卓球選手権大会（団体の部）　優勝
- 日本卓球リーグプレーオフ JTTLファイナル4　優勝

2016年
- 日本卓球リーグ選手権・ビッグトーナメント　シングルス　優勝（森薗美咲）

2017年
- 全日本卓球選手権大会（団体の部）　優勝

2018年
- 全日本実業団卓球選手権大会　優勝

2021年
- 前期日本卓球リーグ　優勝

2023年
- 東京卓球選手権大会　シングルス　優勝（牛嶋星羅）

2025年
- 日本卓球リーグ選手権・ビッグトーナメント　シングルス　優勝（出澤杏佳）、ダブルス　優勝（出澤杏佳・出雲美空ペア）
- 前期日本卓球リーグ　優勝

## スタッフ
- 部長：塙博之
- 監督：内山敏彦
- コーチ：刘念
- アドバイザリースタッフ：石川佳純

## 所属選手
- 平川咲（主将） 背番号：7
- 矢島采愛 背番号：57
- 工藤夢 背番号：36
- 原芽衣 背番号：29
- 出澤杏佳 背番号：6
- 大川真実 背番号：23
- 出雲美空 背番号：10
- 芝田沙季（ゴールド選手） 背番号：17

## 過去の主な所属選手
- 石川佳純（ゴールド選手）
- 王輝
- 藤沼亜衣
- 森薗美咲
- 鈴木李茄
- 田口瑛美子
- 牛嶋星羅
- 平真由香